# Kompleks z narzędziami mikroodłupkowymi
Kompleks z narzędziami mikroodłupkowymi – znany jest głównie z terenów Środkowej i Wschodniej części Europy. Kompleks ten rozwijał się w przedziale między 500 a 300 tys. lat temu.

## Kryteria wydzielenia
Na terenie Europy stanowiska aszelskie występują na obszarach położonych na zachód od Renu i na południe od Alp. Powstała w ten sposób granica określana jest jako linia Moviusa. Nie stanowi ona oczywiście całkowicie nieprzenikalnej granicy, o czym świadczą stanowiska Achenheim oraz Karlich. Linia ta ułatwia jednak nakreślenie granic między obszarami, na których poświadczona jest obecność zespołów zawierających pięściaki (kultura aszelska) a zespołami pozbawionymi tych narzędzi (przemysły z narzędziami odłupkowymi mikrolitycznymi).

## Chronologia, geneza
Pojawienie się przemysłów z narzędziami mikrolitycznymi należy zapewne wiązać z adaptacją niektórych grup ludzkich do specyficznych warunków środowiskowych lub z możliwościami zdobycia określonych rodzajów surowców. 
Z okresu między 500 a 300 tys. lat temu w środkowej i wschodniej części Europy poświadczone są jedynie znaleziska reprezentujące  technologię odłupkową, brak jest natomiast stanowisk które można przypisać aszelskiej tradycji technologicznej.

## Obszar występowania
Przemysły z narzędziami mikooodłupkowymi znane są głównie z Środkowej i Wschodniej części Europy. Wśród najciekawszych stanowisk, na których znaleziono narzędzia wykonane z drobnych odłupków, należy wymienić: Pogrebi I, Dubosary I (zachodnia Ukraina), Trzebnica, Rusko (południowo-wschodnia Polska), Vértesszőlős (Węgry), Karan E (Turcja).

## Charakterystyczne wytwory kulturowe
Stanowiska zaliczane do tradycji mikroodłupowej odkrywane są najczęściej w pobliżu źródeł termalnych. Najstarszym stanowiskiem tego typu jest Vértesszőlős koło Budapesztu. Narzędzia mikrolityczne z tego stanowiska datowane są w przedziale od 350 do 245 tys. lat temu. 
Do charakterystycznych artefaktów kamiennych pochodzących z tego stanowiska należą narzędzia wykonane z małych otoczaków rzecznych, kwarcu, kwarcytu i krzemienia. Z tych drobnych otoczaków wytwarzano mikro-choppery i mikro-chopping-toole. Narzędzia te miały różne formy, w zależności od tego jak uformowana została krawędź pracująca. Poświadczona jest także obecność narzędzi wykonywanych na odłupkach lub termicznych fragmentach otoczaków. Niektóre z tych narzędzi mają wygląd skrobaczy bądź zgrzebeł, inne zaś ostrzy. W inwentarzach kamiennych z tego stanowiska występują narzędzia typu przekłuwacze.